# Athosz-hegyi Köztársaság
Az Athosz-hegyi Köztársaság (görögül Όρος Άθως [Órosz Áthosz]) Görögország északi részében, a Halkidikí félsziget keleti földnyelvén az Ájion Órosz (Szent-Hegy)-félszigeten fekvő autonóm, klerikális, ortodox kolostor-köztársaság, fővárosa Kariész. Ma az ortodox vallás egyik fő központja, ahol mintegy húsz kolostorban élnek ortodox szerzetesek a legősibb bizánci hagyományokat őrizve. 1988 óta a világörökség része.
Az ország névadója a félsziget végében emelkedő Athosz-hegy. Nevezik Szent Hegynek is (görögül Άγιον Όρος [Agio Orosz vagy Agion Orosz], bizánci görög nyelven Άγιον Όρος [Hagion Orosz]). Az ókorban a félsziget neve Ακτή [Akté] volt. A kolostor-köztársaság területére nők nem, és férfiak is csak engedéllyel léphetnek, naponta száz ortodox zarándokon kívül csak tíz nem ortodox férfi látogató juthat be a félsziget keleti részére.

## Földrajz
A félsziget a nagyobb Halkidikí félsziget keleti nyúlványa, amely 7-12 kilométer széles és 60 kilométer hosszan nyúlik be az Égei-tengerbe. Területe 390 km². Északi szomszédja a görögországi Közép-Makedónia régió. Az Athosz-hegy meredek, sűrű erdővel borított emelkedői 2033 méter magasságba nyúlnak fel.
A félsziget körüli tengerek a hajók számára veszélyesek. Ezt jól tudták már az ókorban is, különösen azután, hogy Kr. e. 492-ben itt semmisült meg a görögökre támadó perzsa hadsereg flottája egy viharban, az ókori források szerint mintegy húszezer ember halálát okozva.

## Története
A legenda szerint itt kötött ki Szűz Mária János evangélistával, amikor Ciprus felé hajózott 49-ben. Mária olyan szépnek tartotta a területet, hogy imájával megkérte fiát, Jézust, hogy legyen az ő kertje. 
Az Athosz-hegy első kolostorát, a Nagy Lavrát 963-ban alapította Athoszi Szent Atanáz. A félszigeten 961-ben egységes fennhatóság alá került a keleti ortodox szerzetesek valamennyi örökölt birtoka. A 11. században több újabb kolostor épült a Bizánci Birodalom segítségével, és 1060-ban látta el a bizánci császár az első alkotmánnyal a szerzetesek közösségét.
A korábbi kiváltságos státusát őrizve 1913-ig török uralom alatt volt, bár közben 1830-tól 50 évig orosz gyámkodás alatt állt. Az 1912-1913. évi balkáni háborúk során a görög hadsereg elfoglalta, de a Szent Hegyet önálló, semleges állammá nyilvánították. Azóta Görögország szerves részét képezi, de 1926-ban teljes körű belső önkormányzatot kapott, amit a mindenkori görög alkotmányok is tiszteletben tartottak.
Ma a köztársaság az ortodox vallás egyik fő központja, 20 kolostorban élnek ortodox szerzetesek a legősibb bizánci hagyományokat őrizve. 1988 óta világörökség.

## Politika, közigazgatás

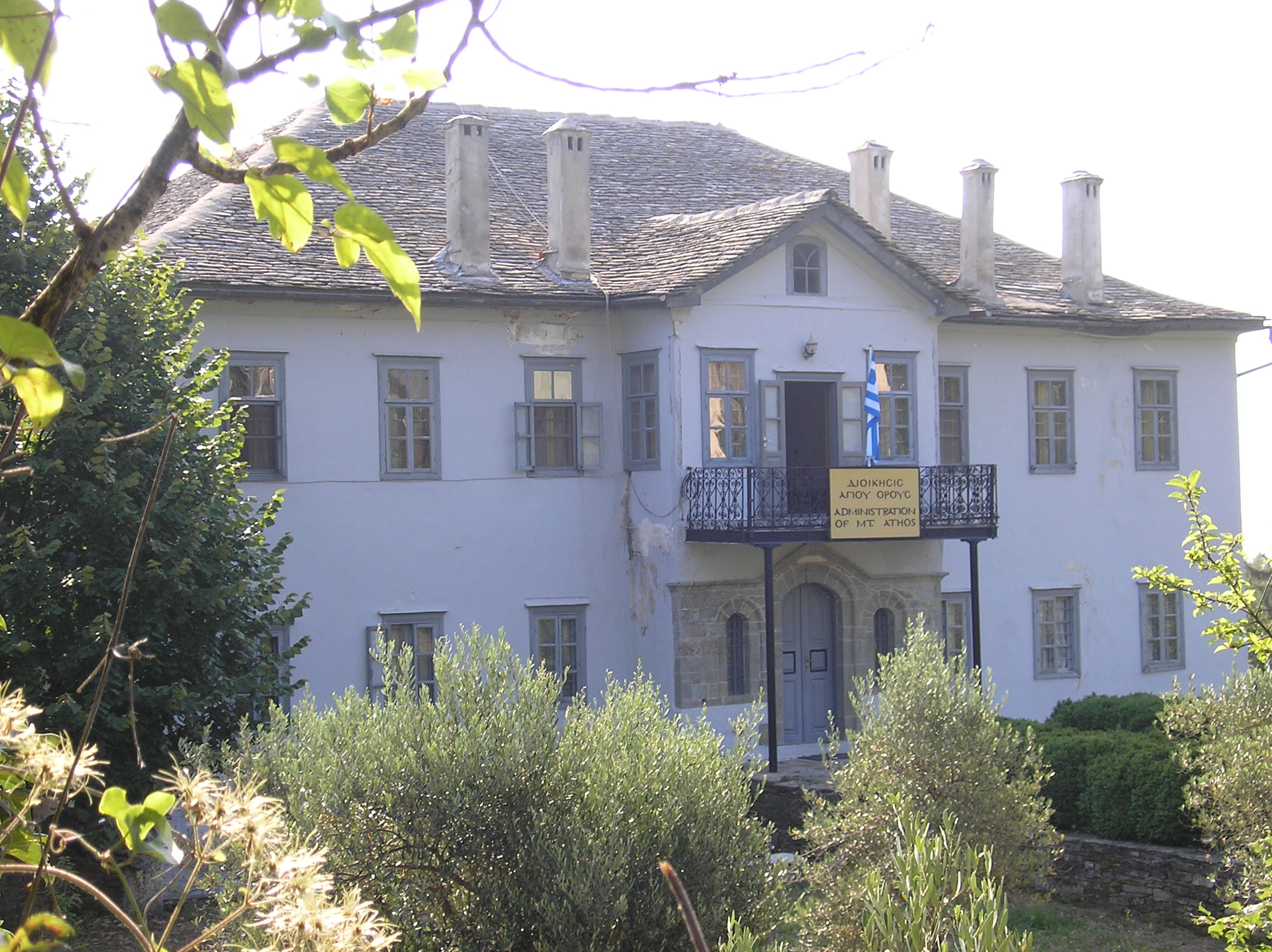
A világi közigazgatás épülete Kariészben

Az Athosz-hegy húsz ortodox kolostor otthona, amelyek autonóm teokratikus köztársaságot alkotnak Görögországon belül. Az Athosz-hegyen csak 21 évet betöltött, keleti ortodox hitű férfiak élhetnek. Egy 1060-ban kelt és máig érvényes bizánci bulla szerint nőknek, gyermekeknek, eunuchoknak tilos a félsziget területére lépniük, sőt azok a hajók, amelyek fedélzetén nők is tartózkodnak, csak 500 méterre közelíthetik meg a partjait.
Politikai ügyekben a görög külügyminisztérium, egyházjogi, vallási értelemben pedig a Konstantinápolyi Ökumenikus Patriarchátus fennhatósága alá tartozik. Az irányítást egy ún. Szerzetesi Tanács látja el, élén annak elnökével.

### A nők kitiltása a félszigetről

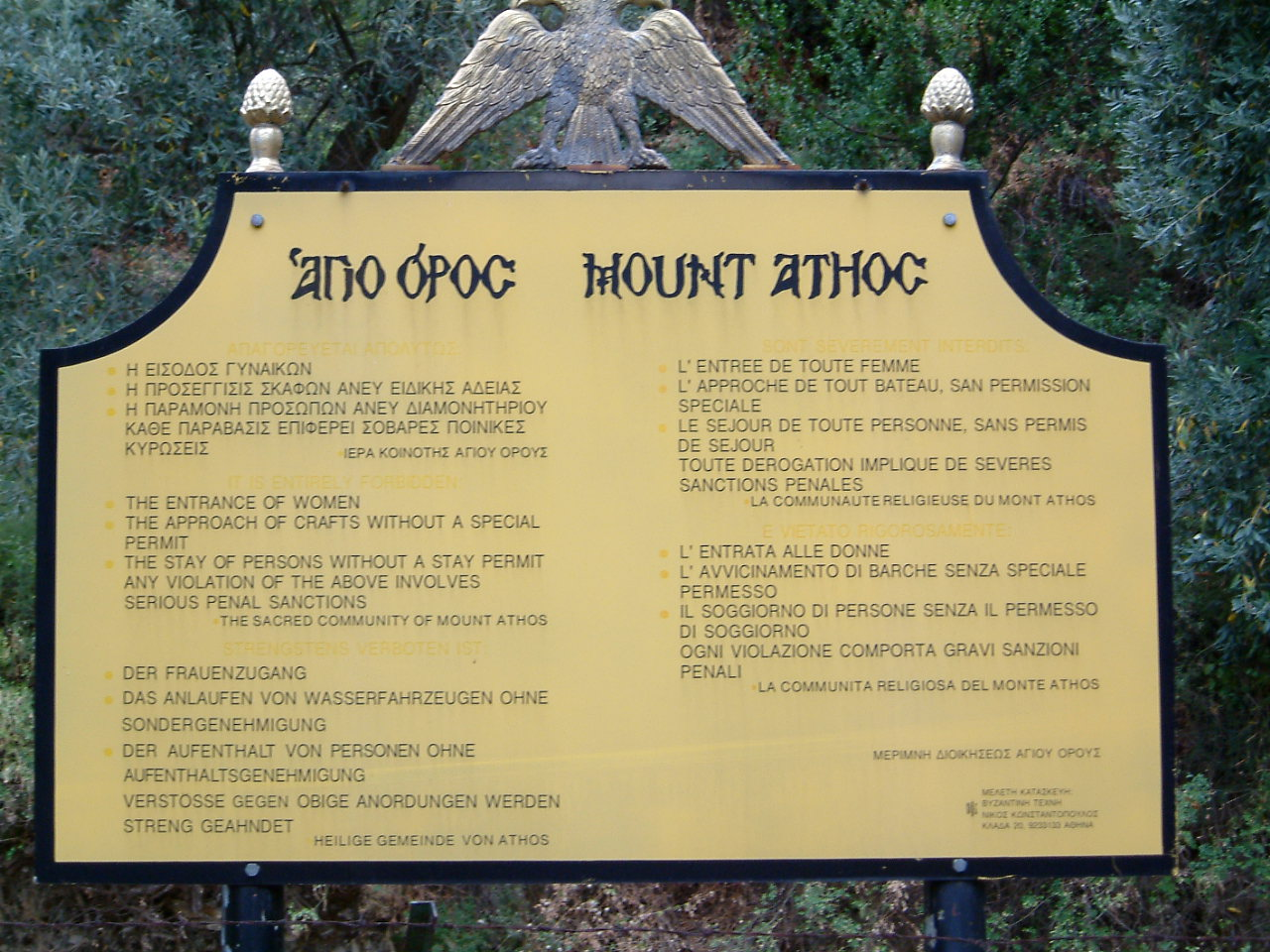
Nők belépését tiltó többnyelvű tábla

Mivel Szűz Mária szent kertje, ezért nő nem léphet erre a földre. A nők belépési tilalmát a félszigetre IX. Kónsztantinosz bizánci császár hirdette ki hivatalosan 1046-ban.
A 14. században IV. István Uroš szerb cár hozta a feleségét, Helénát ide, hogy megvédje a pestis elől. A feleség nem érinthette a talajt, így egész idő alatt a kocsiban kellett maradnia.
Maryse Choisy, francia írónő 1920-ban matróznak álcázva magát lépett be a félszigetre. Kalandjait később könyvben is megírta, aminek a Un mois chez les hommes címet adta.
Volt egy incidens az 1930-as években, miután Aliki Diplarakou szépségkirálynő férfinak öltözve belépett a köztársaság területére. Az esetről a Time magazinban is szó volt.
Az Európai Parlament 2003-ban kérte a tilalom feloldását a nemek közötti egyenlőségre való tekintettel.

### A 20 önkormányzattal rendelkező kolostor
1. Mejíszti Lávra (Μεγίστη Λαύρα)
2. Vatopédi (Βατοπέδι)
3. Ivíron (Ιβήρων)

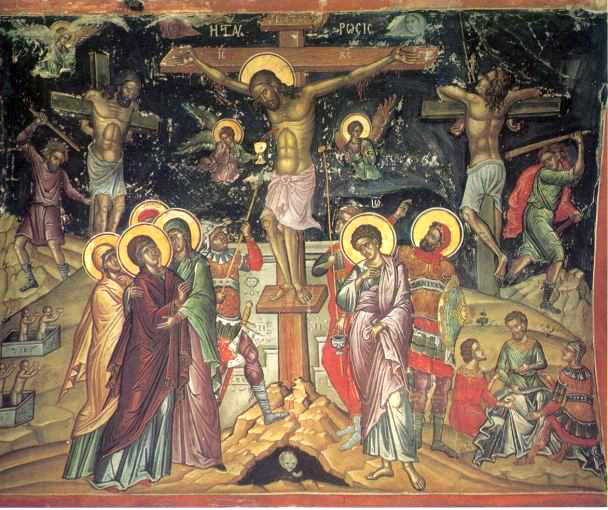
Jézus keresztre feszítése a Sztavronikita kolostor ikonján

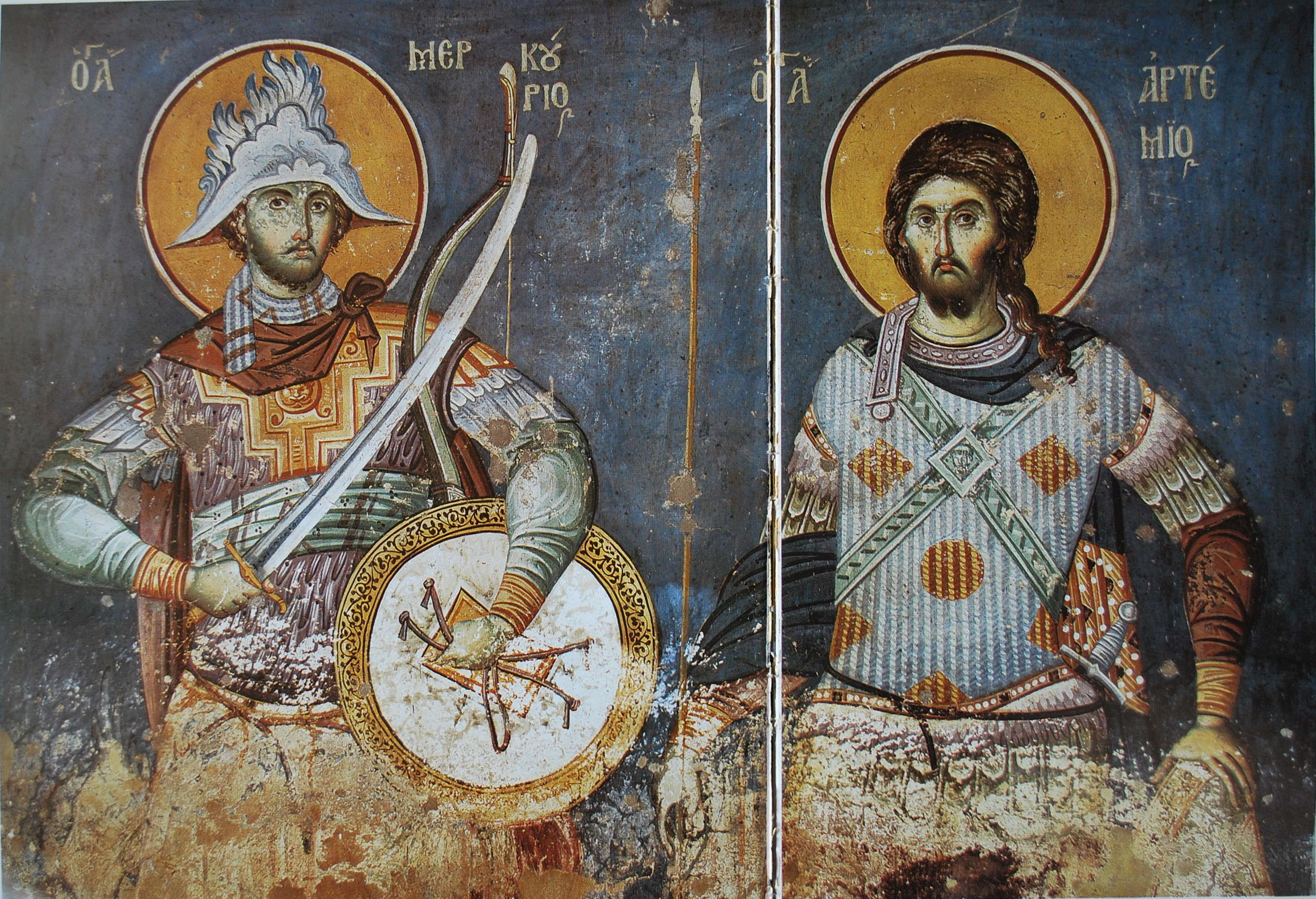
Ortodox szentek freskója

4. Hilandaríu (Χιλανδαρίου, Хиландар – szerb)
5. Dioniszíu (Διονυσίου)
6. Kutlumúszi (Κουτλουμούσι)
7. Pandokrátorosz (Παντοκράτορος)
8. Xiropotámu (Ξηροποτάμου)
9. Zográfu (Ζωγράφου, Зограф – bolgár)
10. Dohiári (Δοχειάρι)
11. Karakálu (Καρακάλλου)
12. Filothéu (Φιλοθέου)
13. Szímonosz Pétra (Σίμωνος Πέτρα vagy Σιμωνόπετρα)
14. Ajíu Pávlu (Αγίου Παύλου)
15. Sztavronikíta (Σταυρονικήτα)
16. Xenofóndosz (Ξενοφώντος)
17. Oszíu Grigoríu (Οσίου Γρηγορίου)
18. Eszfigménu (Εσφιγμένου)
19. Ajíu Pandeleímonosz (Αγίου Παντελεήμονος vagy Ρωσικό)
20. Konsztamonítu (Κωνσταμονίτου)

| Mejíszti Lávra kolostor | Vatopédi kolostor       | Ivíron kolostor                | Hilandaríu kolostor                       | Dioniszíu kolostor     |
| ----------------------- | ----------------------- | ------------------------------ | ----------------------------------------- | ---------------------- |
| Μεγίστη Λαύρα           | Βατοπέδι                | Ιβήρων ივერთა მონასტერი (grúz) | Χιλανδαρίου Хиландар (szerb)              | Διονυσίου              |
|                         |                         |                                |                                           |                        |
| Kutlumúszi kolostor     | Pantokrátorosz kolostor | Xiropotámu kolostor            | Zográfu kolostor                          | Dohiári kolostor       |
| Κουτλουμούσι            | Παντοκράτορος           | Ξηροποτάμου                    | Ζωγράφου Зограф (bulgár)                  | Δοχειαρίου             |
|                         |                         |                                |                                           |                        |
| Karakálu kolostor       | Filothéu kolostor       | Szímonosz Pétra kolostor       | Ajíu Pávlu kolostor                       | Sztavronikita kolostor |
| Καρακάλλου              | Φιλοθέου                | Σίμωνος Πέτρα                  | Αγίου Παύλου                              | Σταυρονικήτα           |
|                         |                         |                                |                                           |                        |
| Xenofóndosz kolostor    | Oszíu Grigoríu kolostor | Eszfigménu kolostor            | Ajíu Pandeleímonosz kolostor              | Konsztamonítu kolostor |
| Ξενοφώντος              | Οσίου Γρηγορίου         | Εσφιγμένου                     | Αγίου Παντελεήμονος Пантелеймонов (orosz) | Κωνσταμονίτου          |
|                         |                         |                                |                                           |                        |

## Lakosság

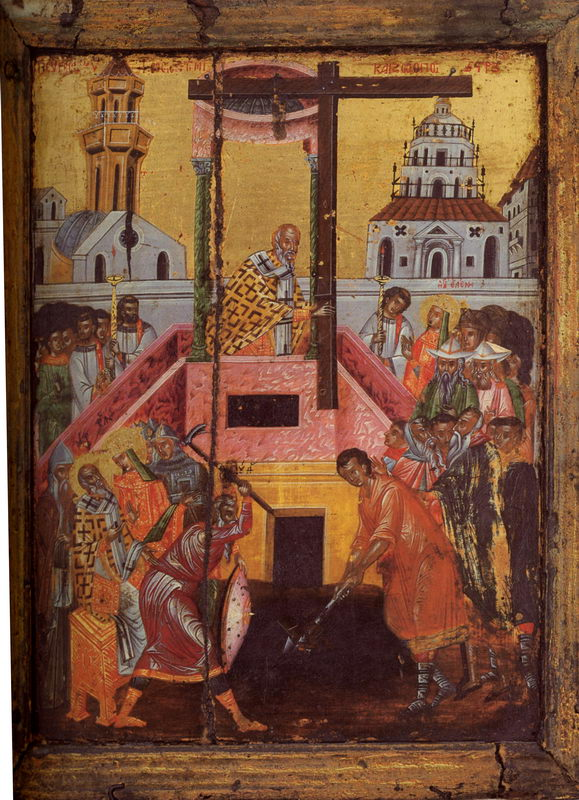
A kereszt felmagasztalása ikon, Pantokrator kolostor

Azok a lakók, akik nem szerzetesek, a félsziget fővárosában, a 380 fős Kariészben élnek. Összesen mintegy 1400-an élnek a félszigeten.

### Népcsoportok
Görög és más nemzetiségű ortodox szerzetesek.

### Nyelvek
A kolostorokban a szertartások görögül folynak. Azonban a szerzetesek beszélnek még:
- oroszul: Szt. Pantelejmon (35 szerzetes)
- szerbül: Hilandar (46 szerzetes),
- bolgárul: Zoograf (15 szerzetes),
- románul: Prodromos és Lak (64 szerzetes),
- magyarul: Szimonosz Petrasz (1 szerzetes).

### Vallás
A köztársaság területén csak ortodox szerzetesek élhetnek.

#### A szerzetesek életmódja
A félsziget már az 5. században a világtól elszigetelten, remeteségben élő szerzetesek lakhelye. Az évszázadok folyamán kialakuló kolostori közösségek mellett továbbra is fennmaradt a kolostori közösségektől részben független, de manapság csupán néhány szkítire (oroszul: скит) jellemző, idioritmikusnak nevezett szerzetesi életforma. A kolostorokat és a szkítik többségét a koinobitikus, közösségi szerzetesi életforma jellemzi. A szkítik elszórtan vagy egymáshoz közel elhelyezkedő házakból álló szerzetesi települések. A félszigeten elszórtan kisebb épületek, aszkéták lakhelyei, remetelakok is megtalálhatók.

### Angolul
- Athosz-hegy oldalak
- Az Athosz-hegy honlapja Mount Athos
- Pictures from Athos and his Monasterys Archiválva 2008. június 5-i dátummal a Wayback Machine-ben
- Athosz-hegy oldalak még
- Történelme, kultúrája, földrajza, turizmus
- A teokratikus köztársaság Archiválva 2006. június 15-i dátummal a Wayback Machine-ben
- Athosz-hegy az UNESCO világörökség honlapján

### Magyarul
- Halkidikí rövid leírása